# 케네스 웰시
케네스 웰시(Kenneth Welsh, 1942년 3월 30일 ~ )는 캐나다의 배우이다.

## 출연 작품
- 투모로우
- 엘로이즈 크리스마스 대소동